# Erinn Hayes
Erinn Hayes, nata Erinn Carter (San Francisco, 25 maggio 1976), è un'attrice statunitense, nota per aver interpretato Melanie Clayton nella serie TV statunitense La peggiore settimana della nostra vita (Worst Week).
È sposata dal 2004 con Jack Hayes (da cui prese il cognome) con cui ha avuto due figlie.

## Filmografia

### Cinema
- Chi Girl, regia di Heidi Van Lier (1999)
- The Second Date Dangles, regia di Jeremy Kasten - cortometraggio (1999)
- The Amazing Atomic Monster in 3D!, regia di Jeremy Kasten - cortometraggio (2000)
- Shakespeare on the Run, regia di Jeremy Kasten - cortometraggio (2000)
- Heros of the Ole West, regia di Jeremy Kasten - cortometraggio (2000)
- Death of a When-Wet, regia di Jeremy Kasten - cortometraggio (2000)
- Challenge Dot Com, regia di Jeremy Kasten - cortometraggio (2000)
- Carnata, regia di Jeremy Kasten - cortometraggio (2000)
- Final Stab, regia di David DeCoteau (2001)
- Life, Death and Mini-Golf, regia di Randy Kent (2004)
- The Pool 2, regia di Tiziano Pellegris (2005)
- Vizi di famiglia (Rumor Has It), regia di Rob Reiner (2005)
- Audio Tour, regia di John Francis Daley e Jonathan M. Goldstein - cortometraggio (2011)
- Behind the Scenes at MoveOn.org, regia di Pat Bishop - cortometraggio (2011)
- It's a Disaster, regia di Todd Berger (2012)
- Vicini del terzo tipo (The Watch), regia di Akiva Schaffer (2012)
- Zombie Apocalypse, regia di Todd Bishop - cortometraggio (2012)
- Hits, regia di David Cross (2014)
- They Came Together, regia di David Wain (2014)
- One-Minute Time Machine, regia di Devon Avery - cortometraggio (2014)
- A Better You, regia di Matt Walsh (2014)
- Interior Night, regia di Alan Watt (2016)
- Sharon 1.2.3, regia di Mark Brown (2016)
- Holly dorme da noi (Joshua Friedlander), regia di Joshua Friedlander (2020)
- A Christmas Story Christmas, regia di Clay Kaytis (2022)

### Televisione
- Here Come Your Enemies – serie TV, 1 episodio (1999)
- Providence – serie TV, 1 episodio (2001)
- On the Spot – serie TV, 5 episodi (2003)
- Ultraforce – cortometraggio TV (2003)
- West Wing - Tutti gli uomini del Presidente – serie TV, episodio 5x05 (2003)
- Eve – serie TV, 1 episodio (2003)
- CSI - Scena del crimine (CSI: Crime Scene Investigation) - serie TV, 1 episodio (2004)
- Twigger's Holiday – cortometraggio TV (2004)
- Time Belt – cortometraggio TV (2004)
- North Shore - serie TV, 1 episodio (2004)
- Everwood - serie TV, 2 episodi (2004)
- Will & Grace - serie TV, episodio 7x06 (2004)
- Significant Others – serie TV, 4 episodi (2004)
- Genetically Challenged, regia di Rob Schiller - film TV (2005)
- La vera storia di Mork & Mindy, regia di Neill Fearnley - film TV (2005)
- Play Dates, regia di Ted Wass - film TV (2005)
- Kitchen Confidential – serie TV, 4 episodi (2005-2006)
- Modern Men - serie TV, 1 episodio (2006)
- Shark - Giustizia a tutti i costi (Shark) - serie TV, 1 episodio (2007)
- Eyes - serie TV, 1 episodio (2007)
- The Winner – serie TV, 6 episodi (2007)
- Childrens Hospital – serie TV, 68 episodi (2008-2016)
- Unhitched – serie TV, 2 episodi (2008)
- La peggiore settimana della nostra vita (Worst Week) – serie TV, 16 episodi (2008-2009)
- Hawthorne - Angeli in corsia (Hawthorne) - serie TV, 1 episodio (2009)
- Grey's Anatomy - serie TV, episodio 6x06 (2009)
- Romantically Challenged, 1 episodio (2010)
- Parenthood – serie TV, 6 episodi (2010)
- Notes from the Underbelly – serie TV, 2 episodi (2008-2010)
- Royal Pains – serie TV, 1 episodio (2010)
- Due uomini e mezzo (Two and a Half Men), 1 episodio (2010)
- This Little Piggy – film TV (2010)
- Wainy Days – serie TV, 2 episodi (2011)
- Desperate Housewives - serie TV, 1 episodio (2011)
- Family Trap, regia di Shawn Levy - film TV (2012)
- First Dates with Toby Harris – cortometraggio TV (2012)
- How to Be a Gentleman – serie TV, 2 episodi (2011-2012)
- Suits – serie TV, 1 episodio (2012)
- Holding Patterns, regia di Scott Ellis - film TV (2013)
- Wedding Band – serie TV, 1 episodio (2013)
- Guys with Kids – serie TV, 18 episodi (2012-2013)
- Robot Chicken – serie TV, 1 episodio (2013)
- The Mason Twins, regia di Robert Duncan McNeill - film TV (2014)
- Workaholics – serie TV, 1 episodio (2014)
- Growing Up Fisher – serie TV, 1 episodio (2014)
- Comedy Bang! Bang! – serie TV, 1 episodio (2014)
- The League – serie TV, 1 episodio (2014)
- Benched - Difesa d'ufficio – serie TV, 1 episodio (2014)
- Problem Child, regia di Scot Armstrong - film TV (2015)
- New Girl – serie TV, 2 episodi (2014-2015)
- Parks and Recreation – serie TV, 2 episodi (2013-2015)
- One Big Happy – serie TV, 1 episodio (2015)
- The Odd Couple – serie TV, 1 episodio (2015)
- Last Week Tonight with John Oliver – programma TV, 1 puntata (2015)
- The Hotwives of Las Vegas – serie TV, 7 episodi (2015)
- Kevin Can Wait - serie TV (2016-2018)
- The Dangerous Book for Boys - serie TV, 6 episodi (2018)

## Doppiatrici italiane
Nelle versioni in italiano dei suoi lavori, Erinn Hayes è stata doppiata da:
- Barbara De Bortoli in Huge in France, Il pericoloso libro delle cose da veri uomini, Medical Police, Room 104
- Antonella Baldini in Grey's Anatomy, The League
- Alessandra Korompay in The Goldbergs, Wrecked
- Roberta Pellini in North Shore
- Claudia Razzi in Everwood
- Chiara Colizzi in Kitchen Confidential
- Tatiana Dessi in La peggiore settimana della nostra vita
- Claudia Catani in Parenthood
- Selvaggia Quattrini in Due uomini e mezzo
- Francesca Manicone in Desperate Housewives
- Silvia Barone in New Girl
- Lidia Perrone in Parks and Recreation
- Valentina Stredini in A.P. Bio
- Stella Musy in A Christmas Story Christmas